# Valentina Figueiredo (João Pessoa)
Valentina Figueiredo é um bairro da Zona Sul do município de João Pessoa, Paraíba.
É um dos mais importantes bairros da zona sul da capital paraibana, dispondo de diversos estabelecimentos comerciais e várias escolas, como o Centro Profissional Deputado Antônio Cabral (maior instituição de ensino do bairro). É um bairro bem localizado, vizinho ao bairro de Mangabeira (grande centro de comércio e serviços da Zona Sul) e próximo a praias como Barra do Gramame e Praia do Sol. Também está próximo a faculdades/universidades como a UNIPÊ, a UFPB e a FACENE/FAMENE. O nome do bairro é uma homenagem a Valentina Silva de Oliveira Figueiredo, mãe do ex presidente do Brasil e general de exército João Baptista de Oliveira Figueiredo.
Possui uma grande área de influência nos bairros vizinhos, pelo que alguns loteamento como o Parque do Sol (localizado em Gramame) e até alguns bairros como Paratibe, Muçumagro e Planalto da Boa Esperança são frequentemente considerados como partes do Valentina.[carece de fontes?]